# Gobiobotia homalopteroidea
Gobiobotia homalopteroidea és una espècie de peix cipriniforme de la família dels ciprínids que es troba a la Xina: riu Groc.